# 좋아해줘
"좋아해줘"는 2016년에 개봉한 대한민국 영화이다.

## 캐스팅
- 이미연 : 조경아 역
- 유아인 : 노진우 역
- 김주혁 : 정성찬 역
- 최지우 : 함주란 역
- 강하늘 : 이수호 역
- 이솜 : 장나연 역
- 한재영 : 정일규 역
- 백창민 : 정의주 역
- 임우주・이지혁 : 봄이 역
- 박희본 : 의주 엄마 역
- 허정도 : 허 감독 역
- 정유진 : 여주인공 역
- 이정은 : 부동산 아주머니 역
- 최영도 : 김 대표 역
- 조대희 : 장 대표 역
- 김승훈 : 수호네 김 대표 역
- 박명신 : 새드라마 작가 역
- 성도현 : 새드라마 피디 역
- 진선미 : 주란 친구 역
- 이승연 : 스튜어디스 사무장 역
- 김아현 : 스튜어디스 역
- 김보늬 : 스튜어디스 역
- 신모경 : 스튜어디스 역
- 정한솔 : 스튜어디스 역
- 임나무 : 스튜어디스 역
- 임현경 : 스튜어디스 역
- 박슬기 : 리포터 역
- 지윤호 : 재병 역
- 고현 : 진우 매니저 역
- 강수진 : 나연 친구 역
- 윤화경 : 나연 친구 역
- 한은서 : 나연 친구 역
- 문경민 : 병원 수위아저씨 역
- 임채선 : 배달남 역
- 이서연 : 편집샵 직원 역
- 양종현 : 파출소 소장 역
- 이성진 : 파출소 순경 역
- 배영란 : 티켓팅 여직원 역
- 송창현 : 응급실 의사 역
- 정보람 : 응급실 간호사 역
- 곽동현 : 떡볶이집 사장 역
- 이한승 : 떡볶이집 손님 역
- 이윤서 : 떡볶이집 손님 역
- 이현서 : 떡볶이집 손님 역
- 이솔립 : 비행기 여자아이 역
- 선주아 : 재병 여자친구 역
- 양나래 : 결혼식장 신인여배우 역
- 두경민 : 결혼식장 매니지먼트 실장 역
- 김유신 : 녹음실 피아니스트 역
- 김태엽 : 헤어샵 스탭 역
- 강주희 : 헤어샵 스탭 역
- 윤수진 : 녹음실 엔지니어 역
- 이춘우 : 녹음실 엔지니어 역
- 전호성 : 녹음실 엔지니어 역
- 이진아 : 스타일리스트 실장 역
- 김광태 : 경호원 역
- 최정현 : 경호원 역
- 장원진 : 로드 매니저 역
- 홍성오 : 로드 매니저 역
- 김민호 : 3살 의주 역
- 장보규 : 11개월 의주 역
- 하석진 : 강민호 역 (특별출연)

## OST
| #   | 제목                               | 작사   | 작곡           | 재생 시간 |
| --- | ---------------------------------- | ------ | -------------- | --------- |
| 1.  | 〈의주네〉                         |        | 이진희         | 1:42      |
| 2.  | 〈보고싶다〉                       |        | 이진희         | 0:44      |
| 3.  | 〈공항에서〉                       |        | 이진희         | 2:44      |
| 4.  | 〈Run〉                            |        | 김홍집         | 1:43      |
| 5.  | 〈좋아해줘 Main Theme〉            |        | 이진희         | 2:03      |
| 6.  | 〈Kiss〉                           |        | 이진희         | 0:54      |
| 7.  | 〈좋아요〉                         |        | 이진희         | 1:48      |
| 8.  | 〈A Piano Piece for Her〉          |        | 이진희         | 1:33      |
| 9.  | 〈당신이 들려요〉 (이원석)         | 김홍집 | 김홍집         | 4:11      |
| 10. | 〈미안한 마음〉                    |        | 김홍집         | 1:47      |
| 11. | 〈듣고싶어요〉                     |        | 이진희         | 1:14      |
| 12. | 〈외로운 사람들〉                  |        | 이진희         | 1:45      |
| 13. | 〈설레임〉                         |        | 이진희         | 1:47      |
| 14. | 〈사진 나들이〉                    |        | 이진희         | 1:44      |
| 15. | 〈독야청청〉                       |        | 이진희         | 1:22      |
| 16. | 〈Talk to You〉                    |        | 이진희         | 0:41      |
| 17. | 〈Lovely Girl〉                    |        | 이진희         | 1:45      |
| 18. | 〈Jump〉                           |        | 이진희         | 0:41      |
| 19. | 〈좋아해줘 Main Theme (End Ver.)〉 |        | 이진희, 김홍집 | 3:06      |